# Hafen Freda

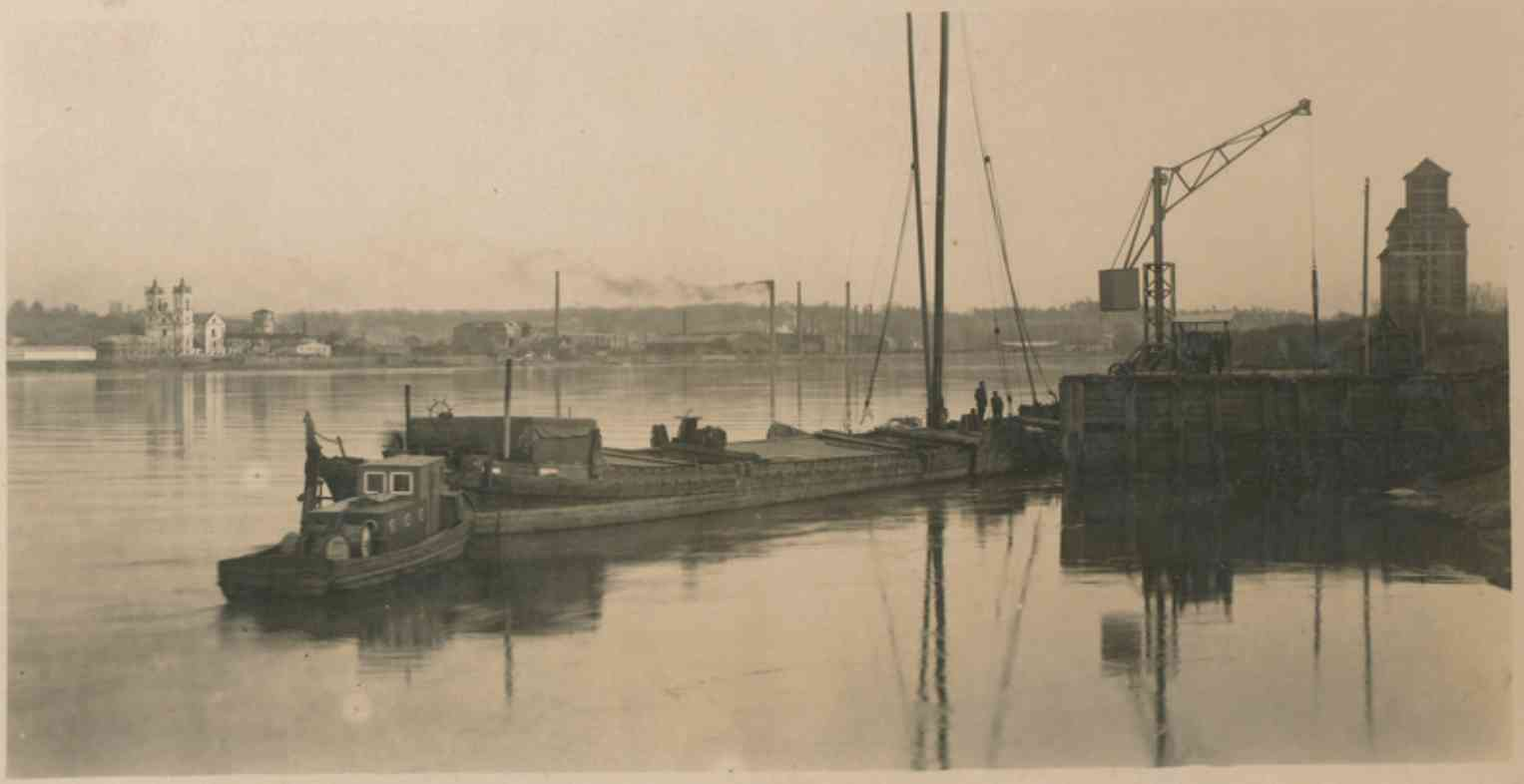
Hafen (1930)

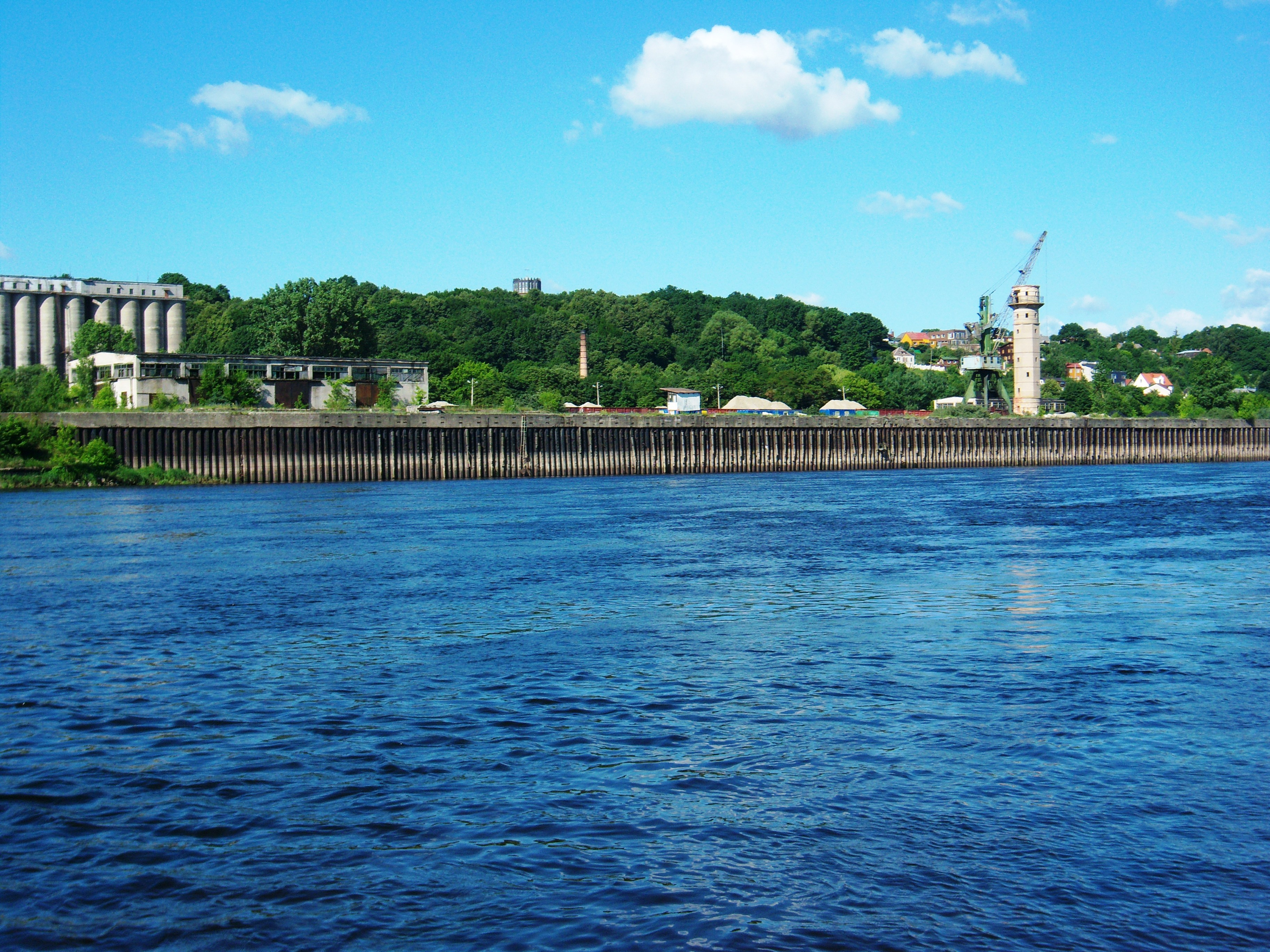
Hafen, 2013

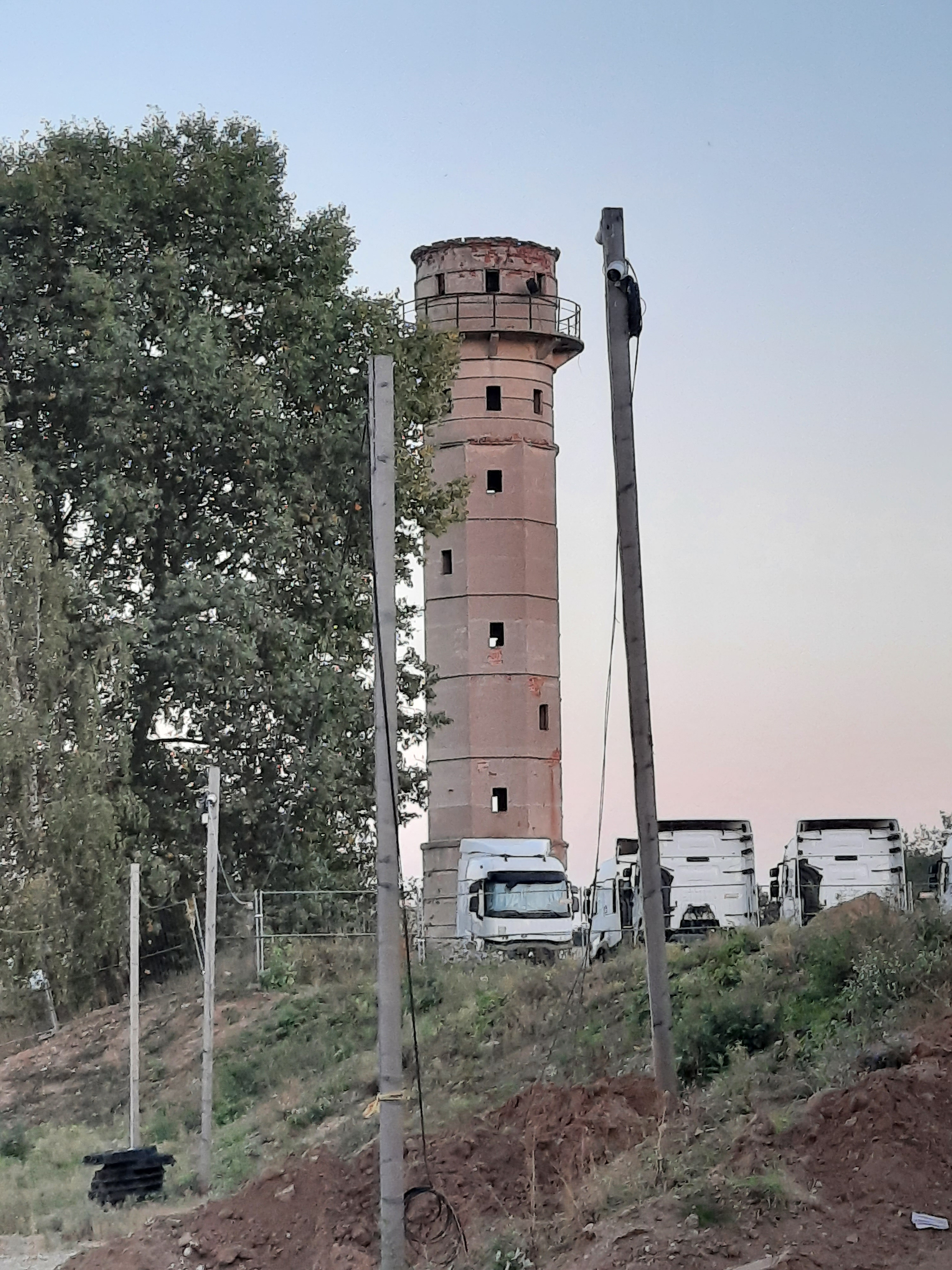
Hafenturm

Der Hafen Freda (Hafen Žemoji Freda, lit. Žemosios Fredos uostas, Alter Frachthafen Kaunas, Kauno senasis krovinių uostas) war ein Binnenhafen in der zweitgrößten litauischen Stadt Kaunas. Der Hafen befindet sich im Stadtteil Žemoji Freda, am linken (westlichen) Ufer des Flusses Nemunas (Memel), im Amtsbezirk Aleksotas. Ein alter Turm (möglicherweise ein Leuchtturm) ist hier auch erhalten. Der heutige Frachthafen Kaunas befindet sich in Marvelė, der Althafen Kaunas an der Altstadt Kaunas, der Winterhafen Kaunas in Vilijampolė und der Yachthafen Kaunas in Pažaislis.

## Geschichte
1970 wurde ein Frachthafen in Žemoji Freda, im damaligen Sowjetlitauen, gebaut. Man richtete einen industriellen Kai, künstlich befestigtes Ufer an Gewässern, ein. Während der Saison war es möglich, bis zu 1,5 Millionen Tonnen Fracht zu entladen. Der Hafen wurde an die Fluss-Seeschiffe angepasst.
Am 4. Juli 1995 gründete man die Privatgesellschaft UAB „Nemuno laivininkystė“. Der Frachthafen wurde privatisiert. Ab 1996 begann die Nemunas-Fracht zu sinken und die Hafenaktivität wurde praktisch gestoppt. 2007 gab es schon keine Fracht.
Nach der Privatisierung des Hafengebiets haben die Unternehmer einige Mehrfamilienhäuser gebaut und planen hier weiter zu entwickeln. Sie haben eine Vision für das zukünftige Wohn- und Geschäftsviertel vorgestellt. Auf 10 Hektar des Hafengeländes sollen Wohnhäuser und Büros gebaut werden. Die Umwandlung der Industriegebiete in Žemoji Freda ist vorgesehen.